# Trijntje Oosterhuis
Judith Katrijntje Oosterhuis, detta Trijntje (Amsterdam, 5 febbraio 1973), è una cantante olandese.

## Carriera
Nel 1990 ha fondato il gruppo Total Touch col fratello Tjeerd Oosterhuis. Nel 1994 ha collaborato con Candy Dulfer per l'album Big Girl.
Il suo gruppo, nonostante due dischi di grande successo pubblicati tra il 1996 e il 1998, si è sciolto nel 2001 e la cantante ha deciso di rendersi attiva come solista.
Nel 2004 ha firmato un contratto con la Blue Note Records e ha pubblicato l'album Strange Fruit. Il successo è stato confermato con See You As I Do (2005) e The Look of Love (2006).
Nel 2012 è coach di The Voice of Holland.
Nel 2015 ha partecipato all'Eurovision Song Contest 2015 con il brano Walk Along, ma non è giunta in finale.

## Discografia

### Album
- 1999 - For Once in My Life
- 2003 - Best of Total Touch & Trijntje Oosterhuis
- 2003 - Trijntje Oosterhuis
- 2004 - Strange Fruit
- 2005 - See You As I Do
- 2006 - The Look of Love
- 2011 - Sundays in New York
- 2011 - We've Only Just Begun
- 2012 - Wrecks We Adore

Con Total Touch
- 1996 - Total Touch
- 1998 - This Way